# Nävragöl
Nävragöl è un'area urbana della Svezia situata nel comune di Karlskrona, contea di Kalmar.
La popolazione risultante dal censimento 2010 era di 210 abitanti.